# ボスホート計画

ボスホート1号と2号

ボスホート計画（ボスホートけいかく、Voskhod programme、ロシア語: Восхо́д）は、ソビエト連邦の有人宇宙飛行計画である。ロシア語で「夜明け」という意味がある。ボストーク計画の後継で、ボストーク計画が6号までで中止された後に残された機器を再利用して行われた。ボスホート宇宙船とボスホートロケットを用いて2回の打上げが行われた。

## 設計

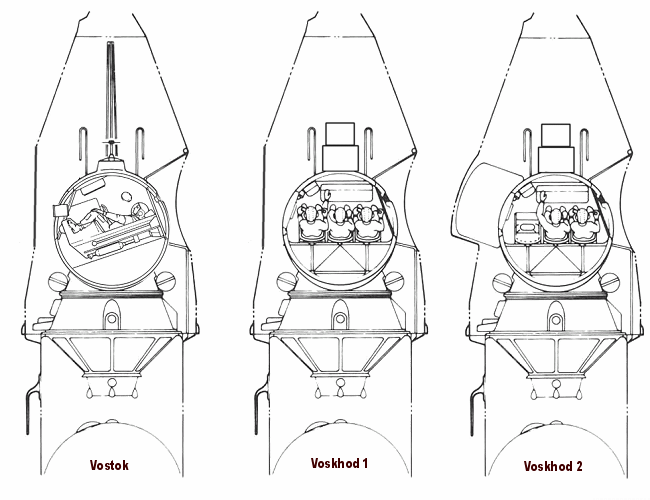
ボストーク、ボスホート1号、2号の乗組員の座席の配置

現在では、ボスホートの打上げは、単にソビエト連邦が世界で最初に宇宙探査を行ったという事実を作ることだけを目的として行われたことが明らかになっている。この目標は、ソビエトの宇宙開発に対する政治局の影響力を表す例の1つとなっており、安全性や信頼性はほとんど考慮に入れられずに行われた。
ボスホート宇宙船は基本的にボストーク宇宙船を基礎にしており、降下モジュールの上部に固体燃料を備えた逆推進ロケットである。R-7に由来するブースターの改良によって、より大きな質量を運ぶことが可能となった。脱出シートは取り外され、2人か3人乗り用の座席がボストークの時と90度回転した位置に設置された。しかし、飛行中の操作盤の位置は変わらず、乗組員は機器を見るために頭を直角に回転させていなければならなかった。
ボスホート2号では、降下モジュールの進入ハッチの裏側に空気注入式の外部エアロックが加えられた。エアロックは、使用後は船外に投棄された。宇宙船の工学機器は空冷式で、軌道上での減圧が熱を発生するため、エアロックが必要であった。打上げや着陸の際に事故が起きた時に乗組員が脱出する手段はなかった。また、軟着陸のためのパラシュートが取り付けられた。これは、ボストークとは異なり、ボスホートの降下モジュールは乗組員を内部に残したまま着陸するために必要とされた。

## ジェミニ計画との比較
第一世代の宇宙船であるボストークとマーキュリーによって有人宇宙飛行の技術的な実現可能性が実証されると、アメリカ航空宇宙局は、底部の円錐形の熱シールド等、マーキュリーで成功した部分は残したまま、軌道を変えうる十分な推力を持つエンジンやドッキング、ランデブー、宇宙遊泳のための装置等、新たな機能を付け加えて、全く新しい設計の第二世代の宇宙船ジェミニの製造を開始した。新しい機能は、全てアポロ計画のために必要な設備であった。
これと比べ、ボスホートは単にボストークを改造しただけで、ボストークの制限はほとんどが残ったままだった。そのため、ボスホート計画はすぐに行き詰まってわずか2度飛行しただけで廃止され、ソユーズ計画に引き継がれた。

## 飛行

### 無人飛行
- コスモス47号 - ボスホートのハードウェアの無人試験飛行
- コスモス57号 - 無人試験飛行、失敗
- コスモス110号 - 無人試験飛行、1966年2月22日にソ連の宇宙犬#ヴェテロクとウゴリョークを乗せて22日間飛行した。

### 有人飛行
| ミッション    | 打上げ         | 期間            | 着陸           | 乗組員                   | 乗組員                           | 乗組員           | 備考                         |
| ------------- | -------------- | --------------- | -------------- | ------------------------ | -------------------------------- | ---------------- | ---------------------------- |
| ボスホート1号 | 1964年10月12日 | 1日0時間17分3秒 | 1964年10月13日 | ウラジーミル・コマロフ   | コンスタンチン・フェオクチストフ | ボリス・エゴロフ | 史上初の複数人による宇宙飛行 |
| ボスホート2号 | 1965年3月18日  | 1日2時間2分17秒 | 1965年3月19日  | パーヴェル・ベリャーエフ | アレクセイ・レオーノフ           |                  | 史上初の宇宙遊泳             |

### 中止
- ボスホート3号 - 2人乗り、19日間の予定、長期間の無重力環境、医学、軍事等の実験を目的
- ボスホート4号 - 1人乗り、20日間の予定、長期間の無重力環境、医学、軍事等の実験を目的
- ボスホート5号 - 女性2人乗り、10日間の予定、医学等の実験および女性初の宇宙遊泳を目的
- ボスホート6号 - 2人乗り、15日間の予定軍事等の実験および新しい宇宙遊泳用のジェットベルトの試験を目的

## 結果
ボストーク計画は、宇宙飛行や無重力状態が人体に与える影響を調査することが目的だったのに対し、ボスホート計画は「史上初」の達成に主眼が置かれた。史上初の宇宙遊泳はこの計画の主要な成功の1つとなったが、ジェミニ計画の先を越して複数人での宇宙飛行を実現することが、この計画の当初の動機であった。2つの目標が実現されると、ソビエト連邦の指導者が変わったこともあって計画は廃止され、ソユーズ計画に集中することになった。